# Бобова Лука
Бобова Лука (рос. Бобова Лука) — присілок Велізького району Смоленської області Росії. Входить до складу Заозерського сільського поселення.
Населення — 9 осіб (2007 рік).